# Marcelo Vieira da Silva Júnior
Marcelo Vieira da Silva Júnior, bedre kendt som Marcelo (født 12. maj 1988) er en brasiliansk fodboldspiller der spiller for den brasilianske Serie A-klub Fluminense. Han har tidligere spillet for Real Madrid og det brasilianske landshold. Marcelo er begavet med stor teknisk kunnen, et heftigt skud og gode afleveringer. Hovedsagelig som venstre back, han kan også fungere som fløjspiller.
Han bliver ofte sammenlignet med Roberto Carlos, som selv sagde Marcelo var hans arving, verdens bedste venstre back og "Marcelo har en bedre teknik end mig".[kilde mangler]
Efter sin gennembrudssæson blev Marcelo rost af fodboldlegender som Paolo Maldini og Diego Maradona, som også kalder ham den bedste på hans position.[kilde mangler]